# جون باركر (لاعب كرة قدم أسترالية)
جون باركر (بالإنجليزية: John Parker)‏ هو لاعب كرة قدم أسترالية أسترالي، ولد في 17 مايو 1971.

## وصلات خارجية
- جون باركر على موقع AustralianFootball.com (الإنجليزية)
- جون باركر على موقع AFLtables.com (الإنجليزية)